# Sclerococcomycetidae
Sclerococcomycetidae Réblová, Unter. & W. Gams – podklasa Eurotiomycetes – grzybów z typu workowców (Ascomycota).

## Systematyka
Pozycja w klasyfikacji według Index Fungorum: Sclerococcomycetidae, Eurotiomycetes, Pezizomycotina, Ascomycota, Fungi.
Takson ten utworzyli Martina Réblová, Wendy A. Untereiner i Walter Gams w 2017 r.
Według aktualizowanej klasyfikacji Index Fungorum bazującej na Dictionary of the Fungi podklasa Sclerococcomycetidae to takson monotypowy z jednym tylko rzędem:
- rząd Sclerococcales Réblová, Unter. & W. Gams 2016
  - rodzina Sclerococcaceae Réblová, Unter. & W. Gams 2016
    - rodzaj Cylindroconidiis H. Zhang & X.D. Yu 2018
    - rodzaj Gamsomyces Hern.-Restr. & Réblová 2020
    - rodzaj Pseudosclerococcum Olariaga, Teres, J.M. Martín, M. Prieto & Baral 2019
    - rodzaj Rhopalophora Réblová, Unter. & W. Gams 2016
    - rodzaj Sclerococcum Fr. 1825[2].